# Imre Toth (filosofo)
Imre Toth (Satu Mare, 26 dicembre 1921 – Parigi, 11 maggio 2010) è stato un filosofo e storico della matematica rumeno.

## Biografia
Nato a Satu Mare pochi anni dopo il suo passaggio alla Romania da una famiglia ebrea molto religiosa in fuga dai pogrom del 1920, Toth era figlio di un ufficiale dell'esercito asburgico che aveva combattuto in Italia durante la prima guerra mondiale con il XII Reggimento Imperial-regio di artiglieria a cavallo. Il nome del padre era Abraham Roth, ma Imre falsificò i propri documenti in Toth per sfuggire alle persecuzioni contro gli ebrei.
Studiò in un liceo cattolico, dove non trovò risposta ai suoi dubbi sui problemi matematici a causa di insegnanti impreparati o poco disponibili al dialogo. Per questo si interessò di filosofia, ed in seguito con l'aiuto del padre fu mandato al seminario teologico rabbinico di Francoforte, per poter avere accesso alla ricca biblioteca filosofica dell'istituto. In seguito si iscrisse all'Università Babeș-Bolyai di Cluj-Napoca, dove, grazie ad un corpo docente preparato, si appassionò allo studio della matematica.
Con la seconda guerra mondiale la famiglia di Toth fu sfollata: il padre raccolse i libri di filosofia del figlio, tra cui la Critica della ragion pura di Immanuel Kant, l'Ethica di Spinoza ed opere di Diderot e Nietzsche, e lasciò una lettera chiedendo che non fossero razziati.
Nel 1940 entrò nella resistenza al nazismo con un gruppo comunista: per queste attività (in particolare, per aver scritto su un muro abbasso il fascismo, abbasso la guerra, morte ai fascisti) venne arrestato e dopo torture e interrogatori condannato a morte. Scontò sei anni di prigione, e fu raggiunto dalla notizia dello sbarco degli Alleati il 6 giugno 1944 mentre veniva deportato ad Auschwitz con l'ultimo gruppo di detenuti ebrei della prigione.
Durante l'ultimo periodo di prigionia fu ferito da un sorvegliante, e ricoverato in ospedale. Rimase invalido a vita e costretto per un certo periodo a portare le stampelle.
Mentre era detenuto elaborò il proprio pensiero sulla quadratura delle parabole di Archimede, gettando le basi per gli studi futuri. In seguito alla guerra, venne insignito del titolo di più giovane eroe della classe operaia nella Resistenza.
Dopo il conflitto riprese gli studi presso l'Università Bolyai di Cluj, studiando matematica e filosofia dal 1944 al 1948. In seguito insegnò Filosofia e Storia della matematica presso l'Università di Bucarest.
Radiato dal Partito Comunista Romeno nel 1958 per le sue critiche al governo (venne accusato di essere un nemico idealista, e un agente dell'imperialismo), continuò la sua carriera accademica insegnando dal 1969 al 1971 presso l'Università di Francoforte sul Meno e dal 1971 al 1972 presso l'Università di Bochum. In seguito ha tenuto, fino al 1990, la cattedra di Storia della scienza presso l'Istituto di Filosofia dell'Università di Ratisbona.
Nel 2000 ha ricevuto la cittadinanza onoraria di Siracusa per il suo richiamo ad Archimede, in una cerimonia a cui hanno preso parte Giovanni Reale, Elisabetta Cattanei, Francesco Spagnolo Acht e Giuseppe Girgenti. 
Toth ha tenuto lezioni in quasi tutte le università europee e d'oltreoceano, da Francoforte a Princeton (Institute for Advanced Study), dall'Istituto Italiano di Studi Filosofici all'École Normale Supérieure di Parigi, città nella quale è morto.
Toth ha conosciuto la geometria non euclidea studiando la teoria della relatività, cominciando con lo studio del concetto di "impossibile". Rilevò nell'opera di Aristotele alcuni concetti della geometria non-euclidea: inizialmente ritenne che le sue prime ricerche in merito si basassero su conoscenze già acquisite, e fossero principalmente divulgative. In seguito, vista la carenza di documentazione in merito a questi frammenti, intraprese la traduzione da opere greche e latine per evidenziare l'apporto del filosofo in questo campo.
L'opera di Toth è incentrata principalmente sul rapporto tra la creazione matematica e la speculazione filosofica, con una particolare attenzione per la geometria non euclidea e per i paradossi di Zenone.

## Opere
- Das Parallelenproblem im Corpus Aristotelicum, in Archive for the History of Exact Sciences, 3 (1967), pp. 249–422
- Non Euclidean Geometry before Euclid, in Scientific American, November 1969, pp. 87–101 (trad. it. La geometria non euclidea prima di Euclide, Le Scienze, gennaio 1970)
- Geometria "more ethico".  Die Alternative: euklidische oder nichteuklidische Geometrie in Aristoteles und die Grundlegung der euklidischen Geometrie, in AA.VV., Prismata: Naturwissenschaftsgeschichtliche Studien, Festschrift für Willy Hartner, hrsg. von Yasukatsu Maeyama und Walter Gabriel Saltzer, Wiesbaden, Franz Steiner Verlag, 1977, pp. 395-415
- Die nicht-euklidische Geometrie in der "Phänomenologie des Geistes": wissenschaftstheoretische Betrachtungen zur Entwicklungsgeschichte der Mathematik, Frankfurt am Main, Heiderhoff, 1972
- Gott und Geometrie: Eine viktorianische Kontroverse, in Evolutionstheorie und ihre Evolution, hrsg. von Dieter Henrich, Schriftenreihe der Universität Regensburg, Band 7, 1982, pp. 141–204
- La révolution non euclidienne, in La recherche en histoire des Sciences, Parigi 1983
- Three Errors in Frege's “Grundlagen” of 1884: Frege and Non-Euclidean Geometry, in AA. VV., "Proceedings of the International Frege Conference 1984", ed. by Gerd Wechsung, Berlin, Akademie-Verlag 1984, pp. 101–108
- Mathematische Philosophie und hegelsche Dialektik, in Hegel und die Naturwissenschaften, hrsg. von Michael John Petry, Stuttgart-Bad Cannstatt, Frommann-Holzboog, 1987, pp. 89-182
- Freges mathematische Philosophie und die Mathematik zu Freges Zeit, in G. Jussen (ed.), "Tradition und Innovation", Bonn, 1987, pp. 90–92
- Essere e non essere: il teorema induttivo di Saccheri e la sua rilevanza ontologica, in (a cura di) Lorenzo Magnani, Conoscenza e matematica, Milano, Marcos y Marcos, 1991
- The Dialectical Structure of Zeno's Arguments, in AA.VV., Hegel and Newtonianism, ed. by Michael John Petry, Dordrecht, Kluwer Academic Publishers, 1993, pp. 179–200
- I paradossi di Zenone nel Parmenide di Platone, Roma, L'Officina Tipografica, 1994. Ristampa, Napoli, Bibliopolis, 2006
- Aristotele e i fondamenti assiomatici della geometria. Prolegomeni alla comprensione dei frammenti non-euclidei nel 'Corpus Aristotelicum', nel loro contesto matematico e filosofico, Milano, Vita e Pensiero, 1997
- Lo schiavo di Menone. Commentario a Platone, Menone 82B-86C, Milano, Vita e pensiero, 1998
- No! Libertà e verità, creazione e negazione. Palinsesto di parole e immagini, Milano, Rusconi, 1988; poi Milano, Bompiani, 2003
- De interpretatione: la geometria non-euclidea nel contesto della Oratio continua del commento ad Euclide, Napoli, La città del sole, 2000
- Essere ebreo dopo l'olocausto, Fiesole, Cadmo, 2002
- Matematica ed emozioni, Roma, Di Renzo Editore, 2004
- Az életben van, amit az ember nem tesz. És tesz...Beszélgetések Tóth Imrével, Budapest, Pont, 2004
- «Deus fons veritatis»: il soggetto e la sua libertà. Il fondamento ontico della verità matematica, intervista biografico-teorica di Gaspare Polizzi, in Iride, XVII, n. 43, settembre-dicembre 2004, pp. 491–544 («Deus fons veritatits»: the Subject and its Freedom. The Ontic Foundation of Mathematical Truth, a biographical-theoretical interview with Gaspare Polizzi, in Iris, I, 1 January-June 2009, pp. 29–80)
- La filosofia e il suo luogo nello spazio della spiritualità occidentale, Torino, Bollati Boringhieri, 2007
- Liberté et vérité. Pensée mathématique et spéculation philosophique, Paris-Tel Aviv, Éditions de l'éclat, 2009
- Fragmente und Spuren nichteuklidischer Geometrie bei Aristoteles (Beiträge zur Altertumskunde), Berlin, De Gruyter, 2010
- Platon et l'irrationnel mathématique, Paris, Éditions de l'éclat, 2011
- La filosofia della matematica di Frege. Una restaurazione filosofica, una controrivoluzione scientifica, a cura di Teodosio Orlando, Macerata, Quodlibet, 2015
- Il lungo cammino da me a me. Interviste di Péter Várdy. Edizione italiana a cura e con un saggio di Giancarlo Gaeta. Prefazione di Péter Várdy. Traduzione di Francesca Ervas da una versione francese inedita di Judith Dupont, Macerata, Quodlibet, 2016
- Platon. L'ultima opera incompiuta di Imre Tóth su Platone, a cura di Romano Romani, Fiesole, Cadmo, 2020